# Гаїті
Цей термін також посилається на назву острова, на якому розташована країна. Див. Гаїті (острів).
Респу́бліка Гаї́ті (гаїт. креол. Repiblik d Ayiti, фр. République d'Haïti, вимовляється [аіті]) — країна в Карибському морі, що займає західну частину острова Гаїті, на східній розташована Домініканська Республіка. Площа 27 750 км², столиця — Порт-о-Пренс. Рельєф переважно гористий, тропіки, багато лісів.
З 7 липня 2021 року державу очолює Клод Жозеф, тимчасовий виконувач обов'язків президента після вбивства президента Жовенеля Моїза. Політична система — перехідна. Експортує каву, цукор, бавовну, какао, боксити.

## Природа

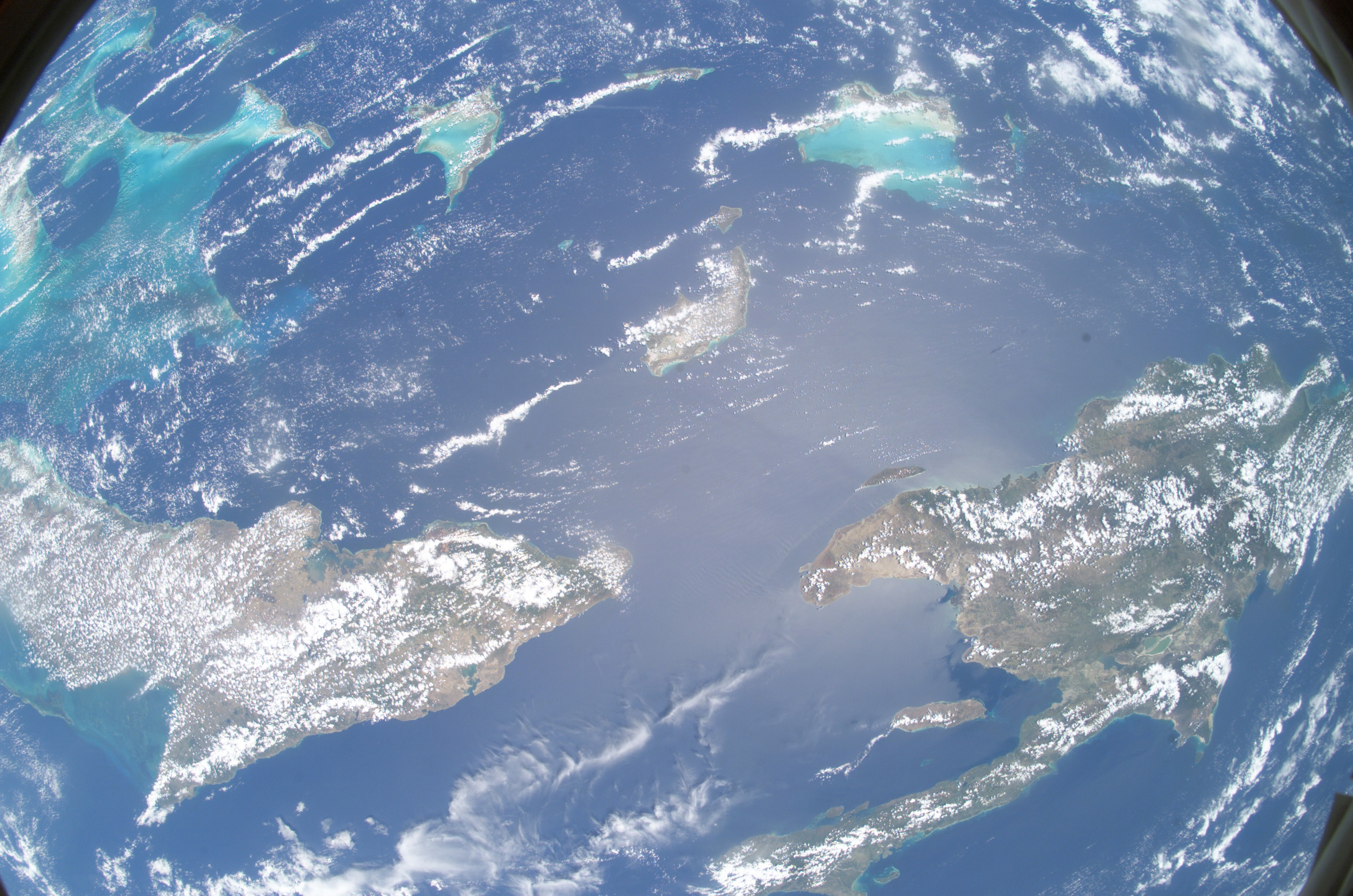
Вигляд островів Куби та Гаїті із супутника

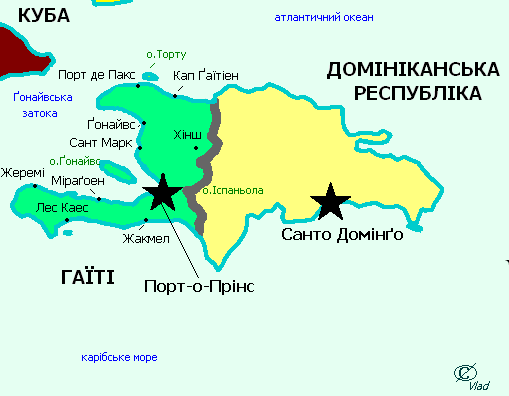
Мапа Гаїті

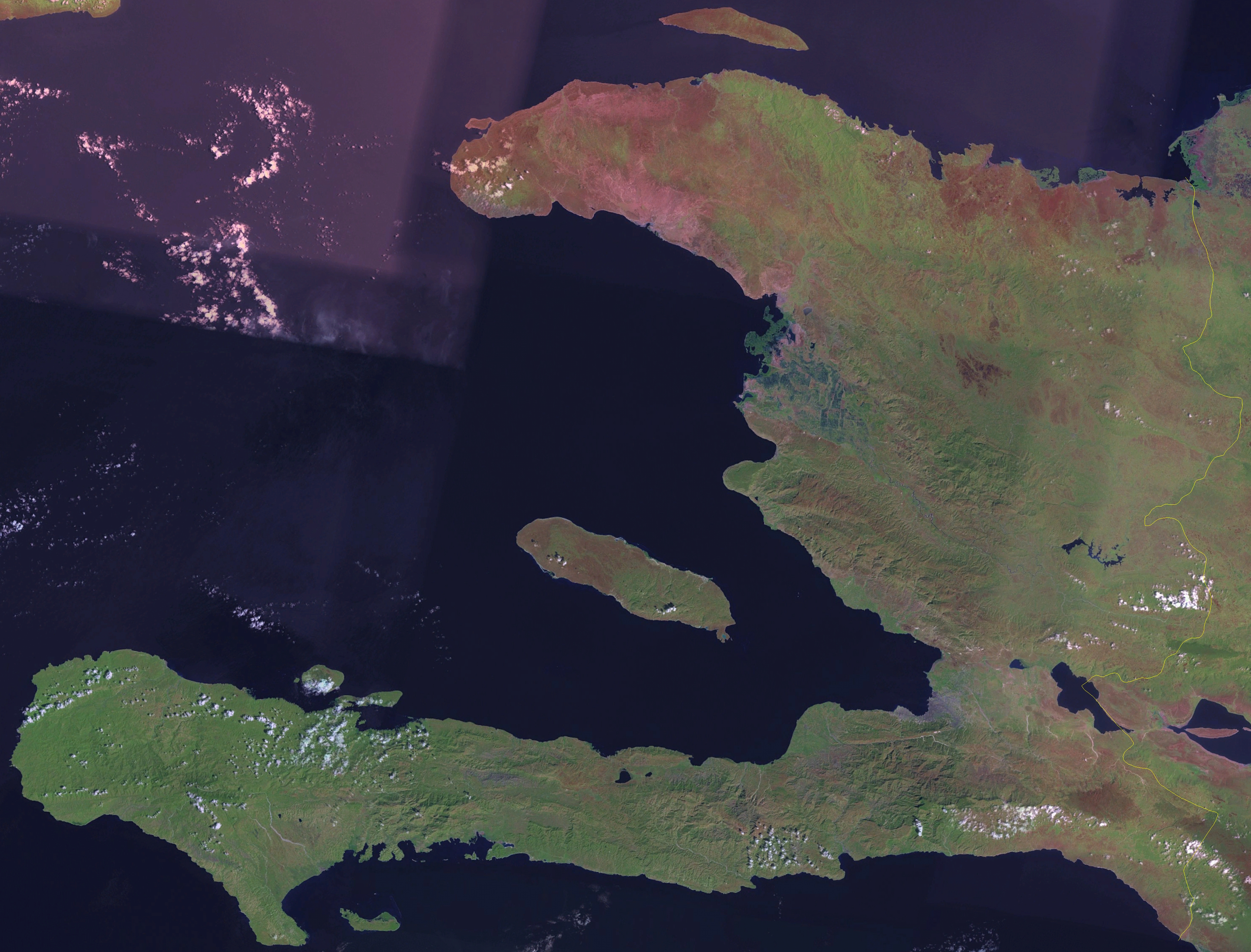
Вигляд Республіки Гаїті із супутника

Республіка Гаїті розташована на західній частині острова Гаїті, другого за величиною серед Великих Антильських. Назва країни походить від індіанської назви острова, що на місцевому діалекті означає «гористий». Гаїті третя за величиною країна серед Карибських після Куби та Домініканської Республіки (остання має кордон протяжністю 360 км із Гаїті). У найближчій точці відстань від Гаїті до Куби становить 80 км. Також Гаїті має другу за довжиною (після Куби) берегову лінію (1771 км). Місцевість переважно складається з важкопрохідних гір, що перетинаються незначними прибережними рівнинами та річковими долинами.

### Геологічна будова
Гаїті розташована в зоні зіткнення Карибської та Північноамериканської тектонічних плит. Це активна сейсмічна область, де відбуваються значні горизонтальні переміщення літосферних плит, що спричиняє землетруси й тектонічне підняття гірських масивів. Острів, західну частиною якого займає Республіка Гаїті, є продуктом приєднання різних геологічних фрагментів океанічної кори, магматичних дуг і осадових басейнів, які зімкнулися між собою внаслідок тектонічних зіткнень.
Територія країни складена переважно з порід мезозойської та кайнозойської епох, із значними включеннями осадових і вулканічних формацій. В її геологічній будові виділяються кілька структурних одиниць: 1 — палеозойські та мезозойські породи (найстаріші геологічні формації, поширені переважно в горах Північного хребта; основними тут є метаморфічні сланці, кварцити, мармури та вапняки, що утворилися на дні давнього океану); 2 — уламки океанічної кори, що були захоплені в процесі субдукції (до них належать базальтові лави, габро та ультрабазити, які є свідченням колишніх підводних вулканічних дуг); 3 — вапнякові платформи та осадові формації, особливо поширені на півдні країни (утворились у мілководних морях, що час від часу затоплювали територію сучасного Гаїті); 4 — кайнозойські відклади (переважно алевроліти, конгломерати, пісковики й вулканогенні породи, які формувалися під час активної тектонічної й вулканічної діяльності).
Один із найважливіших тектонічних елементів геологічної будови країни — це розлом Енрікільо-Плантейн Гарден, який проходить через південну частину країни. Саме він найчастіше стає причиною періодичних потужних землетрусів. Цей трансформний розлом є активною зоною зсуву плит, і в його околицях постійно накопичується тектонічна енергія. Інші важливі розломи — Північний Гаїтянський розлом та розлом Кюль-де-Сак, які також мають потенціал викликати сильні землетруси.

### Рельєф
Північний регіон складається з Північного масиву та Північної рівнини. Північний масив є продовженням Центральних Кордильєр у Домініканській республіці. Він починається біля північного кордону Гаїті, у північній частині річки Гуаямоук і продовжується на північний захід через північний півострів. Низовини Північної рівнини лежать вздовж північної межі з Домініканською Республікою, між Північним масивом та північним Атлантичним океаном. Центральний регіон складається з двох рівнин та двох гірських систем. (Центральне плато) проходить вздовж двох боків річки Гуаямоук, на півдні Північного масиву. Йде від південного сходу до північного заходу. На південному заході від Центрального плато розташовані Чорні гори, крайня південно-західна частина яких поєднується з Північним масивом. 

### Клімат
Республіка Гаїті лежить у межах тропічного кліматичного поясу. Її клімат належить до типу тропічного вологого і сухого за класифікацією Кеппена, з рисами морського тропічного клімату в прибережних районах. Клімат країни формується під впливом її географічного положення, рельєфу, пасатів та близькості до Атлантичного океану і Карибського моря. Характеризується високими температурами протягом року, значною вологістю та яскраво вираженою сезонністю опадів.
Температури в Гаїті залишаються стабільно високими протягом усього року. Середньорічна температура в низинах коливається між +25 °C і +30 °C, при цьому коливання температур між сезонами мінімальні. Найспекотніші місяці з червня по серпень, коли середньодобові температури можуть досягати +32 °C, а іноді й вищих значень у внутрішніх низинних районах. Найпрохолодніші місяці грудень і січень, коли середня температура опускається до 22 °C, особливо в гірських районах. У горах клімат помітно прохолодніший і температура вночі може знижуватися до +10 °C.
Гаїті має два основних сезони — вологий і сухий, які зумовлені зміною пасатів і сезонною міграцією міжтропічної зони конвергенції. Вологий сезон триває з квітня по жовтень, з піком у травні—червні та вересні—жовтні; у цей період випадає до 70—80 % річної норми опадів; середня кількість опадів становить 1000—1500 мм/рік, хоча в деяких гірських районах випадає понад 2000 мм; характерні короткочасні, але інтенсивні дощі, часто у другій половині дня. Сухий сезон охоплює листопад—березень; в цей період переважає вплив сухого пасатного повітря з Атлантики; кількість опадів значно зменшується, опади рідкісні, рідко перевищують 30—50 мм на місяць.
Гаїті розташована в зоні активності тропічних циклонів, тому в країні щороку існує ризик ураганів. Сезон ураганів триває з червня по листопад, з піком активності в серпні—жовтні. Тропічні шторми приносять із собою сильні дощі (до 300 мм за добу), потужні вітри (іноді понад 150 км/год), повені та зсуви на гірських схилах.
Кліматичні умови Гаїті значно варіюють залежно від висоти над рівнем моря та експозиції схилів. Особливо це помітно в трьох великих природних районах. У Прибережних низинах температура найвища, найменше опадів у рік (900—1200 мм), часто бувають посухи. У Гірському районі (масиви Ла-Сель, Шейн-де-Мат) температури помірніші, більше опадів (1500—2000 мм), а схили, обернені до моря, отримують більше вологи (ефект навітряного підйому). Внутрішні долини посушливіші через ефект «дощових тіней», часто страждають від нестачі води та ерозії ґрунтів.

## Історія
Незалежність від Франції отримана в 1804 році; 1915 року Гаїті було окуповане військами США, під їх контролем країна перебувала до 1934 року. Франсуа Дювальє був обраний президентом 1957 року, став довічним президентом 1964 року; помер 1971 року, владу успадковував його син, Жан-Клод Дювальє, «Бебі Док»; був скинутий 1986 року. У 1988—1989 роках відбулося кілька переворотів, 1991 року Жана-Бертрана Арістіда було обрано президентом, але того ж року його було скинуто військовою хунтою під керівництвом бригадного генерала Рауля Седра; Робера Мальваля призначено прем'єр-міністром 1993 року, попри санкції США, спрямовані на відновлення Арістіда на посаді.

## Населення
Населення — 9 мільйонів (2009). Етнорасові групи: чорношкірі — 95 %, мулати і білі — 5 %.
Релігія: римські католики — 80 %; (протестанти — 16 %, в т.ч. баптисти —  10 %; п'ятдесятники — 4 %; адвентисти — 1 %; інші — 1 %); атеїсти — 1 %, інші — 3 %.
При цьому приблизно половина населення практикує релігію вуду.

## Мови
Офіційні мови Гаїті це французька та гаїтянська креольська. Французька є основною письмовою та адміністративною мовою (а також основною мовою преси), нею розмовляють 42 % гаїтян. Французькою послуговуються усі освічені гаїтяни, вона є засобом навчання в більшості шкіл і використовується в бізнесі; також французька використовується в церемоніальних подіях, як-от весілля, випускні та церковні меси. Гаїті є однією з двох незалежних націй в Америках (разом із Канадою), які визнали французьку мовою офіційною; інші франкомовні американські території це заморські землі Франції, зокрема Французька Гвіана.
Гаїтянською креольською, яка нещодавно зазнала стандартизації, розмовляє практично все населення Гаїті. Гаїтянська креольська мова є однією з французьких креольських мов. Її словниковий запас на 90 % походить від французької, але граматика нагадує граматику деяких західноафриканських мов. На неї також вплинули іспанська та португальська.
Іспанською мовою розмовляють деякі гаїтяни, які живуть уздовж гаїтянсько-домініканського кордону. Англійською та іспанською також можуть розмовляти гаїтянці, депортовані зі Сполучених Штатів та різних країн Латинської Америки. Загалом близько 90—95 % гаїтян вільно розмовляють гаїтянською креольською та французькою, причому більш ніж половина володіють лише креольською.

## Адміністративний поділ
Гаїті поділяється на 10 департаментів.
Департаменти поділяються на 41 округ та 133 комуни.
| №  | Департамент       | Фр.          | Г. к.     | Площа, км² | Населення, 2003 | Адм. центр   |
| -- | ----------------- | ------------ | --------- | ---------- | --------------- | ------------ |
| 1  | Артибоніт         | L'Artibonite | Latibonit | 4 895      | 1 070 397       | Гонаїв       |
| 3  | Гранд-Анс         | Grand' Anse  | Grandans  | 1 871      | 337 516         | Жеремі       |
| 8  | Західний          | Ouest        | Lwès      | 4 595      | 3 093 698       | Порт-о-Пренс |
| 4  | Ніп               | Nippes       | Nip       | 1 219      | 266 379         | Мірагоан     |
| 5  | Північний         | Nord         | Nò        | 2 175      | 773 546         | Кап-Аїтьєн   |
| 6  | Північно-Східний  | Nord-Est     | Nòdès     | 1 698      | 300 493         | Фор-Ліберте  |
| 7  | Північно-Західний | Nord-Ouest   | Nòdwès    | 2 094      | 445 080         | Пор-де-Пе    |
| 2  | Центральний       | Centre       | Sant      | 3 597      | 565 043         | Енш          |
| 9  | Південно-Східний  | Sud-Est      | Sidès     | 2 077      | 449 585         | Жакмель      |
| 10 | Південний         | Sud          | Sid       | 2 602      | 627 311         | Ле-Ке        |

## Економіка
Гаїті — одна з найбідніших країн світу і найвідсталіша в Центральній та Південній Америці. Рівень безробіття — 60 %, письменності — 54,8 %, 80 % населення живе за межею бідності. 6 % населення хворі на СНІД. 
Економіка Гаїті досі відновлюється після потужного землетрусу, який відбувся в січні 2010 року. ВВП за паритетом купівельної спроможності у 2010 році скоротився на 8 % (з 12 150 млн дол. до 11 180 млн дол., а ВВП на душу населення (за ПКС) не змінився і склав $1200
Порівняльний аналіз соціально-економічних показників свідчить, що Гаїті відстає від інших країн із низьким рівнем доходу (особливо Західної півкулі) ще з 1980 року. У 2010 році Гаїті займала 145 місце зі 182 країн за індексом людського розвитку ООН, а для 57,3 % населення характерні щонайменше три ознаки бідності з ІЛР.
Всесвітня книга фактів повідомляє про нестачу кваліфікованої робочої сили, значні масштаби безробіття та неповної зайнятості, заявляючи, що «більш як дві третини працездатних не мають формальних робочих місць». Ще до землетрусу 2010 року Гаїті була найбіднішою країною Західної півкулі, у якій 80 % населення перебувало за межею бідності, а 54 % проживало у крайній убогості. Дохід більшості гаїтян становить менше 2 дол. на день.
За різними оцінками, рівень грамотності дорослого населення країни становить від 52,9 % (World Factbook) до 65,3 % (Організація Об'єднаних Націй), а за даними Світового банку, у 2004 році понад 80 % випускників коледжів із Гаїті проживали за кордоном, їхні перекази складають 52,7 % ВВП Гаїті. Сіте-Солей вважається одним із найгірших нетрів у Північній та Південній Америці, значна частина з його 500 тис. мешканців проживають в умовах крайньої убогості. Бідність змушує принаймні 225 тис. гаїтянських дітей працювати як restavecs (домашня прислуга). Організація Об'єднаних Націй називає це сучасною формою рабства.
Близько 66 % гаїтянців зайнято в сільськогосподарському секторі, який складається в основному з дрібних натуральних господарств. Така діяльність формує лише 30 % від ВВП. Найважливішими експортними товарами країни є манго і кава.
Мінеральні ресурси Гаїті різноманітні, вони об'єднують родовища бокситів, міді, карбонату кальцію, золота, мармуру. Країна має також значний потенціал для розвитку гідроенергетики. Надра країни містять також незначні родовища срібла, сурми, олова, кам'яного і бурого вугілля, сірки, нікелю, гіпсу, вапняку, марганцю, заліза, вольфраму, солі, глини, а також будівельних матеріалів. Невеликі родовища золота і міді розташовані на півночі країни. У 1985 році уряд країни оголосив про відкриття нових родовищ золота в північній частині півострова, однак плани щодо їхньої розробки реалізувались дуже повільно. Мідь добувається у Гаїті з 1960-х років, але обсяги виробництва руди незначні. Родовища бокситів (алюмінієвої руди) розташовані на південному півострові, але масштабні гірські роботи з їхньої розробки були припинені у 1983 році. На початку 1980-х років працювала тільки одна шахта (Miragoâne) у південній частині півострова, яка виробляла в середньому 500 тис. тон бокситів у рік. Однак, зниження вмісту металу в руді, зростання виробничих витрат та перенасичення світового ринку бокситів призвели до закриття шахти 1982 року. Свого часу боксити були другою за значенням статтею експорту країни. Гаїті не має запасів вуглеводнів, а тому дуже залежить від імпорту енергоносіїв (нафти і нафтопродуктів).
У країні спостерігається високий ступінь майнової нерівності, 1 % гаїтянців володіє майже половиною національного багатства країни.
Гаїті незмінно входить до числа найбільш корумпованих країн світу за індексом сприйняття корупції. З часів «Папи Дока» Дювальє, уряд Гаїті сумно відомий своєю корупцією. Вважається, що президент «Бейбі Док» Дювальє, його дружина Мішель, а також троє наближених до них осіб у період між 1971 і 1986 роками привласнили з державної скарбниці $4 млн
Іноземна допомога становить близько 30—40 % бюджету національного уряду. Найбільшими донорами країни є США, Канада і Європейський союз. У 1990—2003 рр. Гаїті отримала понад 4 млрд дол. як допомогу, з яких тільки США виділили понад $1,5 млрд Допомогу економіці Гаїті у різній формі надавали також Венесуела і Куба, особливо у 2006—2007 роках. У січні 2010 року Китай пообіцяв виділити для постраждалих від землетрусу $4,2 млн, Президент США Барак Обама обіцяв 1,15 млрд дол. допомоги, Європейський Союз — понад 400 млн євро (616 млн дол.).
Американська допомога уряду Гаїті була повністю припинена з 2001 року до 2004 року, після того, як були оскаржені результати виборів 2000 року, а президент Аристид звинувачений у різних зловживаннях. Допомога була відновлена у 2004 році після від'їзду Арістіда та початку миротворчої місії ООН із залученням підрозділів бразильської армії. Після майже 4 років спаду, у 2005 році економіка країни виросла на 1,5 %.
У 2005 році загальний зовнішній борг Гаїті за оцінками, досяг 1,3 млрд дол., що в розрахунку на душу населення становить 169 дол. У вересні 2009 року Гаїті погодилась на умови, встановлені МВФ і Світовим банком для участі у програмі скасування заборгованості найбіднішим країнам.
За даними рейтингу «Неспроможних держав» на 2013 рік, Гаїті посідає в ньому 8-ме місце.